# 刘家强
刘家强（1962年5月—），男，汉族，四川成都人，中华人民共和国人口学家，曾任民革中央委员、四川省委副主委，成都市人民政府副市长，第十一届全国政协委员。

## 生平
2008年，当选第十一届全国政协委员，代表中国国民党革命委员会，分入第三组。2018年1月，当选第十三届全国政协委员。